# Heliomantis latipennis
Heliomantis latipennis är en bönsyrseart som beskrevs av Werner 1930. Heliomantis latipennis ingår i släktet Heliomantis och familjen Hymenopodidae. Inga underarter finns listade i Catalogue of Life.